# PMCH
PMCH (англ. Pro-melanin concentrating hormone) – білок, який кодується однойменним геном, розташованим у людей на 12-й хромосомі. Довжина поліпептидного ланцюга білка становить 165 амінокислот, а молекулярна маса — 18 679.
| 10         |  | 20         |  | 30         |  | 40         |  | 50         |
| ---------- |  | ---------- |  | ---------- |  | ---------- |  | ---------- |
| MAKMNLSSYI |  | LILTFSLFSQ |  | GILLSASKSI |  | RNLDDDMVFN |  | TFRLGKGFQK |
| EDTAEKSVIA |  | PSLEQYKNDE |  | SSFMNEEENK |  | VSKNTGSKHN |  | FLNHGLPLNL |
| AIKPYLALKG |  | SVAFPAENGV |  | QNTESTQEKR |  | EIGDEENSAK |  | FPIGRRDFDM |
| LRCMLGRVYR |  | PCWQV      |  |            |  |            |  |            |

A: Аланін

C: Цистеїн

D: Аспарагінова кислота

E: Глутамінова кислота

F: Фенілаланін

G: Гліцин

H: Гістидин

I: Ізолейцин

K: Лізин

L: Лейцин

M: Метіонін

N: Аспарагін

P: Пролін

Q: Глутамін

R: Аргінін

S: Серин

T: Треонін

V: Валін

W: Триптофан

Кодований геном білок за функціями належить до гормонів, білків розвитку. 
Задіяний у таких біологічних процесах, як диференціація клітин, сперматогенез. 
Секретований назовні.